# Dangerous (singel Davida Guetty)
Dangerous – drugi singel francuskiego DJ-a i producenta muzycznego Davida Guetty z jego szóstego albumu studyjnego Listen. Wydany został 6 października 2014 roku. Gościnnie w piosence wystąpił amerykański piosenkarz Sam Martin. 9 stycznia 2015 roku ukazała się nowa wersja utworu, zatytułowana „Dangerous Part II”, która została poszerzona o partie wykonywane przez Treya Songza oraz Chrisa Browna.

## Teledysk
W ramach promocji do singla zrealizowany został teledysk w reżyserii Jonasa Åkerlunda. W klipie wystąpił francuski kierowca wyścigowy Romain Grosjean. Akcja teledysku toczy się na torze Formuły 1 – Circuito Permanente de Jerez, na którym rozgrywa się wyścig, którego zwycięzcą zostaje David Guetta.

## Lista utworów i formaty singla
Opracowano na podstawie materiału źródłowego.
- Singel cyfrowy

1. „Dangerous” (gościnnie: Sam Martin) – 3:23

- CD single

1. „Dangerous” (gościnnie: Sam Martin) – 3:23
2. „Dangerous” (gościnnie: Sam Martin) (David Guetta Banging Remix) – 6:07

- Singel cyfrowy – David Guetta Remix

1. „Dangerous” (gościnnie: Sam Martin) (David Guetta Banging Remix) – 6:07

- Singel cyfrowy – Robin Schulz Remix

1. „Dangerous” (gościnnie: Sam Martin) (Robin Schulz Remix) – 5:06

- Minialbum z remiksami

1. „Dangerous” (gościnnie: Sam Martin) (Robin Schulz Remix) – 5:06
2. „Dangerous” (gościnnie: Sam Martin) (David Guetta Banging Remix) – 6:07
3. „Dangerous” (gościnnie: Sam Martin) (Steve Aoki Remix) – 4:37
4. „Dangerous” (gościnnie: Sam Martin) (Higher Self Remix) – 4:30
5. „Dangerous” (gościnnie: Sam Martin) (Kevin & Dantiez Saunderson Deep Detroit Dub) – 6:19
6. „Dangerous” (gościnnie: Sam Martin) (Kevin Saunderson Inner City Remix) – 6:27

- Singel cyfrowy – Wersja rozszerzona

1. „Dangerous” (gościnnie: Sam Martin) (Extended) – 4:03

- Singel cyfrowy – Part II

1. „Dangerous” (gościnnie: Trey Songz, Chris Brown, Sam Martin) – 3:33

## Twórcy
Opracowano na podstawie materiału źródłowego.

- David Guetta – producent, autor tekstu, instrumenty
- Sam Martin – wokal, producent, autor tekstu
- Giorgio Tuinfort – producent, autor tekstu, instrumenty
- Jason Evigan – producent, autor tekstu
- Lindy Robbins – autorka tekstu
- Pierre-Luc Rioux – gitara
- Daddy’s Groove – miksowanie
- Hinse Mutter – gitara basowa
- Jesse Feves – gitara basowa
- Paul Power – inżynier dźwięku, nagranie oraz miksowanie partii orkiestry
- Franck van der Heijden – aranżacja orkiestry, dyrygent
- David Faber – wiolonczela
- Jascha Bordon – wiolonczela
- Thomas van Geelen – wiolonczela
- Annemarie Hensens – altówka
- Bram Faber – altówka
- Mark Mulder – altówka
- Yanna Pelser – altówka
- Ben Mathot – pierwsze skrzypce
- Floortje Beljon – pierwsze skrzypce
- Ian de Jong – pierwsze skrzypce
- Inger van Vliet – pierwsze skrzypce
- Marleen Veldstra – pierwsze skrzypce
- Sara de Vries – pierwsze skrzypce
- Sofie van der Pol – pierwsze skrzypce
- Tseroeja van den Bos – pierwsze skrzypce
- Diewertje Wanders – drugie skrzypce
- Elise Noordhoek – drugie skrzypce
- Judith Eisenhardt – drugie skrzypce
- Judith van Driel – drugie skrzypce
- Maartje Korver – drugie skrzypce
- Marleen Wester – drugie skrzypce
- Ellen von Unwerth – fotografia
- Youbold.fr – design
- Ben Maddahi – A&R
- Mike Caren – A&R
- Miles Beard – A&R

## Pozycje na listach i certyfikaty
| Notowania (2014)                      | Najwyższa pozycja |
| ------------------------------------- | ----------------- |
| Australia (ARIA Charts)               | 7                 |
| Austria (Ö3 Austria Top 40)           | 1                 |
| Belgia (Dance Ultratop 50 Flandria)   | 4                 |
| Belgia (Ultratop 50 Walonia)          | 4                 |
| Bułgaria (Singles Top 40)             | 23                |
| Chorwacja (Croatian Airplay Top 100)  | 10                |
| Czechy (Rádio Top 100 Oficiální)      | 28                |
| Dania (Tracklisten)                   | 6                 |
| Estonia (Eesti Airplay Top 50)        | 4                 |
| Europa (Euro Digital Songs)           | 1                 |
| Finlandia (Suomen virallinen lista)   | 1                 |
| Francja (SNEP)                        | 1                 |
| Grecja (Ellada Airplay Top 100)       | 1                 |
| Hiszpania (PROMUSICAE)                | 1                 |
| Holandia (Dutch Top 40)               | 1                 |
| Holandia (Single Top 100)             | 3                 |
| Irlandia (Irish Singles Chart)        | 7                 |
| Izrael (Media Forest)                 | 1                 |
| Japonia (Tokio Hot 100)               | 16                |
| Kanada (Billboard Canadian Hot 100)   | 23                |
| Luksemburg (Luxembourg Digital Songs) | 1                 |
| Meksyk (Los 40 Principales)           | 1                 |
| Niemcy (Media Control Charts)         | 1                 |
| Norwegia (VG-Lista)                   | 1                 |
| Nowa Zelandia (Recorded Music NZ)     | 26                |
| Polska (Polish Airplay Top 20)        | 1                 |
| Portugalia (Portugal Digital Songs)   | 2                 |
| Portugalia (Singles Top 50)           | 9                 |
| Południowa Afryka (EMA)               | 8                 |
| Rosja (Russia Top 20)                 | 8                 |
| Słowacja (Rádio Top 100 Oficiálna)    | 12                |
| Szwajcaria (Singles Top 75)           | 1                 |
| Szwecja (Singles Top 60)              | 5                 |
| Stany Zjednoczone (Hot 100)           | 61                |
| Ukraina (Ukraina Airplay Chart)       | 14                |
| Ukraina (Ukraine Top 40)              | 13                |
| Węgry (Mahasz Top 40 Airplay Chart)   | 19                |
| Wielka Brytania (UK Singles Chart)    | 5                 |
| Włochy (FIMI)                         | 4                 |

| Państwo                 | Certyfikat |
| ----------------------- | ---------- |
| Australia (ARIA Charts) | Platyna    |
| Włochy (FIMI)           | Platyna    |

## Historia wydania
| Państwo           | Data                                         | Format                     | Wytwórnia                                   | Źródło              |
| ----------------- | -------------------------------------------- | -------------------------- | ------------------------------------------- | ------------------- |
| Stany Zjednoczone | 3 listopada 2014 (Remiksy)                   | Digital download           | What A Music Parlophone Warner Music France | [ 48 ]              |
| Wielka Brytania   | 3 listopada 2014 (Remiksy)                   | Digital download           | What A Music Parlophone Warner Music France | [ 49 ]              |
| Austria           | 7 listopada 2014 21 listopada 2014 (Remiksy) | CD single                  | What A Music Parlophone                     | [ 5 ] [ 50 ]        |
| Niemcy            | 7 listopada 2014 21 listopada 2014 (Remiksy) | CD single                  | What A Music Parlophone                     | [ 5 ] [ 50 ]        |
| Szwajcaria        | 7 listopada 2014 21 listopada 2014 (Remiksy) | CD single Digital download | What A Music Parlophone                     | [ 5 ] [ 50 ] [ 51 ] |
| Part II           |                                              |                            |                                             |                     |
| Stany Zjednoczone | 9 stycznia 2015                              | Digital download           | Atlantic Records                            | [ 3 ]               |